# 2. Bundesliga 2011-12
La temporada 2011-12 de la 2. Bundesliga corresponde a la 38.ª edición de la Segunda División de Alemania. La fase regular comenzó a disputarse el 15 de julio de 2011 y terminó el 6 de mayo de 2012.

## Sistema de competición
Participaron en la 2. Bundesliga 18 clubes que, siguiendo un calendario establecido por sorteo, se enfrentan entre sí en dos partidos, uno en terreno propio y otro en campo contrario. El ganador de cada partido tiene tres puntos, el empate otorga un punto y la derrota, cero puntos.
El torneo se disputa entre los meses de julio de 2011 y mayo del 2012. Al término de la temporada, los dos primeros clasificados ascenderán a la 1. Bundesliga, y el tercer clasificado disputará su ascenso con el antepenúltimo clasificado de la 1.Bundesliga. Los dos últimos descenderán a la 3. Liga y el antepenúltimo clasificado disputará su permanencia con el tercer clasificado de la 3. Liga.

### Clubes participantes

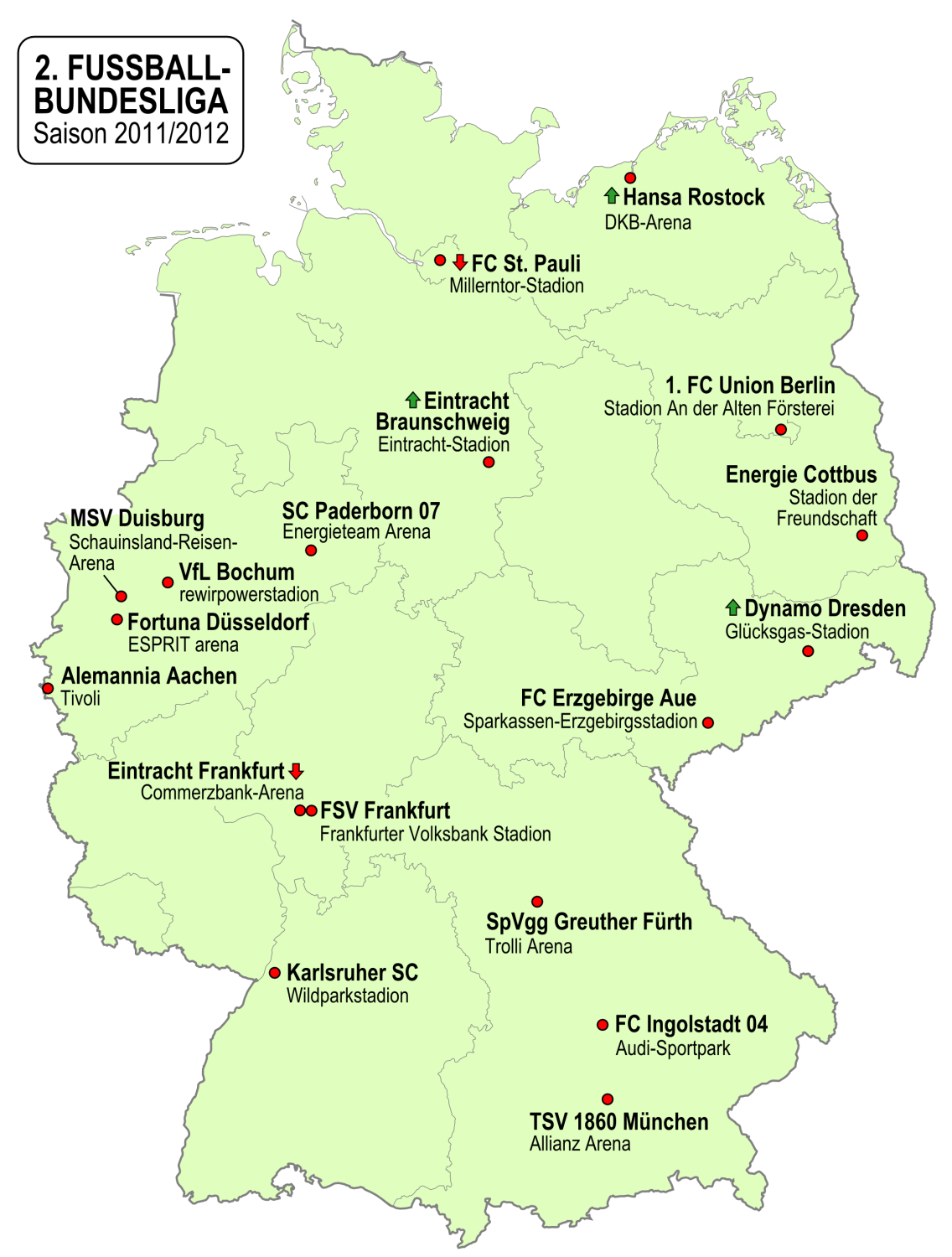
Mapa de equipos participantes

| Club                   | Locación           | Estadio                       | Aforo  |
| ---------------------- | ------------------ | ----------------------------- | ------ |
| Alemannia Aachen       | Aquisgrán          | New Tivoli                    | 32.960 |
| VfL Bochum             | Bochum             | rewirPower-Stadion            | 29.448 |
| MSV Duisburg           | Duisburg           | Schauinsland-Reisen-Arena     | 31.500 |
| Dinamo Dresde          | Dresde             | Glücksgas-Stadion             | 32.066 |
| Eintracht Braunschweig | Braunschweig       | Eintracht-Stadion             | 24,000 |
| Eintracht Fráncfort    | Fráncfort del Meno | Commerzbank-Arena             | 51.500 |
| Energie Cottbus        | Cottbus            | Stadion der Freundschaft      | 22.528 |
| FC Erzgebirge Aue      | Aue                | Sparkassen-Erzgebirgsstadion  | 15.700 |
| Fortuna Düsseldorf     | Düsseldorf         | ESPRIT arena                  | 54.400 |
| FSV Frankfurt          | Fráncfort del Meno | Frankfurter Volksbank Stadion | 10.826 |
| SpVgg Greuther Fürth   | Fürth              | Trolli-Arena                  | 15.000 |
| Hansa Rostock          | Rostock            | DKB-Arena                     | 29.000 |
| FC Ingolstadt 04       | Ingolstadt         | Audi Sportpark                | 15.445 |
| Karlsruher SC          | Karlsruhe          | Wildparkstadion               | 29.699 |
| 1860 Munich            | Múnich             | Allianz Arena                 | 69,000 |
| SC Paderborn 07        | Paderborn          | Energieteam Arena             | 15.000 |
| FC St. Pauli           | Hamburg            | Millerntor-Stadion            | 24.487 |
| Union Berlin           | Berlín             | Alte Försterei                | 18.432 |

## Clasificación
|     | Equipo                 | PJ | PG | PE | PP | GF | GC | DG  | PTS |
| --- | ---------------------- | -- | -- | -- | -- | -- | -- | --- | --- |
| 1.  | Greuther Fürth         | 34 | 20 | 10 | 4  | 73 | 27 | +46 | 70  |
| 2.  | Eintracht Fráncfort    | 34 | 20 | 8  | 6  | 76 | 33 | +43 | 68  |
| 3.  | Fortuna Düsseldorf     | 34 | 16 | 14 | 4  | 64 | 35 | +29 | 62  |
| 4.  | FC St. Pauli           | 34 | 18 | 8  | 8  | 59 | 34 | +25 | 62  |
| 5.  | SC Paderborn 07        | 34 | 17 | 10 | 7  | 51 | 42 | +9  | 61  |
| 6.  | TSV 1860 Múnich        | 34 | 17 | 6  | 11 | 62 | 46 | +16 | 57  |
| 7.  | 1. FC Union Berlin     | 34 | 14 | 6  | 14 | 55 | 58 | -3  | 48  |
| 8.  | Eintracht Braunschweig | 34 | 10 | 15 | 9  | 37 | 35 | +2  | 45  |
| 9.  | Dinamo Dresde          | 34 | 12 | 9  | 13 | 50 | 52 | -2  | 45  |
| 10. | MSV Duisburg           | 34 | 10 | 9  | 15 | 42 | 47 | -5  | 39  |
| 11. | VfL Bochum             | 34 | 10 | 7  | 17 | 41 | 55 | -14 | 37  |
| 12. | FC Ingolstadt 04       | 34 | 8  | 13 | 13 | 43 | 58 | -15 | 37  |
| 13. | FSV Frankfurt          | 34 | 7  | 14 | 13 | 43 | 59 | -16 | 35  |
| 14. | Energie Cottbus        | 34 | 8  | 11 | 15 | 30 | 49 | -19 | 35  |
| 15. | FC Erzgebirge Aue      | 34 | 8  | 11 | 15 | 31 | 55 | -24 | 35  |
| 16. | Karlsruher SC          | 34 | 9  | 6  | 19 | 34 | 60 | -26 | 33  |
| 17. | Alemannia Aachen       | 34 | 6  | 13 | 15 | 30 | 47 | -17 | 31  |
| 18. | Hansa Rostock          | 34 | 5  | 12 | 17 | 34 | 63 | -29 | 27  |

| Legende |                                           |
|         | Asciende a Bundesliga 2012-13             |
|         | Promoción de ascenso a Bundesliga 2012-13 |
|         | Promoción de descenso a 3. Liga 2012-13   |
|         | Desciende a 3. Liga 2012-13               |

### Campeón
|                                                              |
|                                                              |
| SpVgg Greuther Fürth 1.er título Asciende a la 1. Bundesliga |
| También asciende Eintracht Fráncfort como vicecampeón.       |

### Playoffs por el ascenso Bundesliga
| 10 de mayo de 2012 20:30 (CET) | Hertha BSC | 1 - 2 | Fortuna Düsseldorf            | Estadio Olímpico, Berlín |  |
|                                | Hubník 19' |       | Bröker 64' · Ramos 71' (a.g.) |                          |  |

| 15 de mayo de 2012 20:30 (CET) | Fortuna Düsseldorf         | 2 - 2 | Hertha BSC                   | ESPRIT arena, Düsseldorf |  |
|                                | Beister 1' · Jovanović 59' |       | Ben-Hatira 22' · Raffael 85' |                          |  |

El Fortuna Düsseldorf asciende a Bundesliga

### Playoffs por el descenso a 3.Liga
| 11 de mayo de 2012 20:30 (CET) | SSV Jahn Regensburg | 1 - 1 | Karlsruher SC | Jahnstadion, Ratisbona |  |
|                                | Alibaz 58'          |       | Groß 76'      |                        |  |

| 14 de mayo de 2012 20:30 (CET) | Karlsruher SC                 | 2 - 2 | SSV Jahn Regensburg    | Wildparkstadion, Karlsruhe |  |
|                                | Lavrič 32' · Charalambous 56' |       | Hein 28' · Laurito 66' |                            |  |

El Karlsruher SC desciende a 3. Liga

## Goleadores
| Pos. | Jugador             | Equipo               | Goles |
| ---- | ------------------- | -------------------- | ----- |
| 1°   | Alexander Meier     | Eintracht Fráncfort  | 17    |
| 2°   | Oliver Occéan       | SpVgg Greuther Fürth | 17    |
| 3°   | Nick Proschwitz     | SC Paderborn         | 17    |
| 4°   | Mohammadou Idrissou | Eintracht Fráncfort  | 14    |
| 5°   | Kevin Volland       | 1860 Munich          | 14    |
| 6°   | Zlatko Dedič        | Dinamo Dresde        | 13    |
| 7°   | Max Kruse           | FC St. Pauli         | 13    |
| 8°   | Christopher Nöthe   | SpVgg Greuther Fürth | 13    |
| 9°   | Sascha Rösler       | Fortuna Düsseldorf   | 13    |
| 10°  | Mickaël Poté        | Dinamo Dresde        | 12    |